# Woubrugge

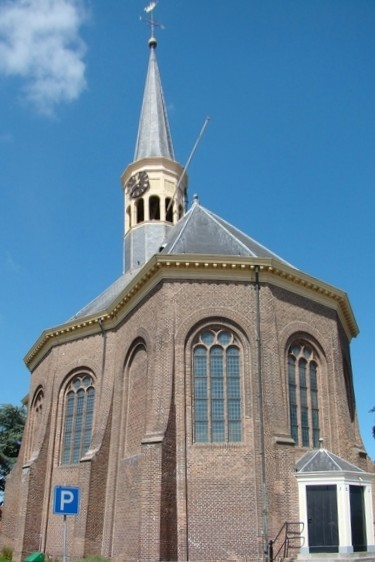
Woubrugge kerk

Woubrugge ist ein Ort in der Gemeinde Jacobswoude in der niederländischen Provinz Zuid-Holland. Woubrugge liegt nordwestlich der Stadt Alphen aan den Rijn.

## Söhne und Töchter des Ortes
- Margot Boer (* 1985), Eisschnellläuferin
- Pieter Arie Hendrik de Boer (1910–1989), reformierter Theologe